# Градиський заказник

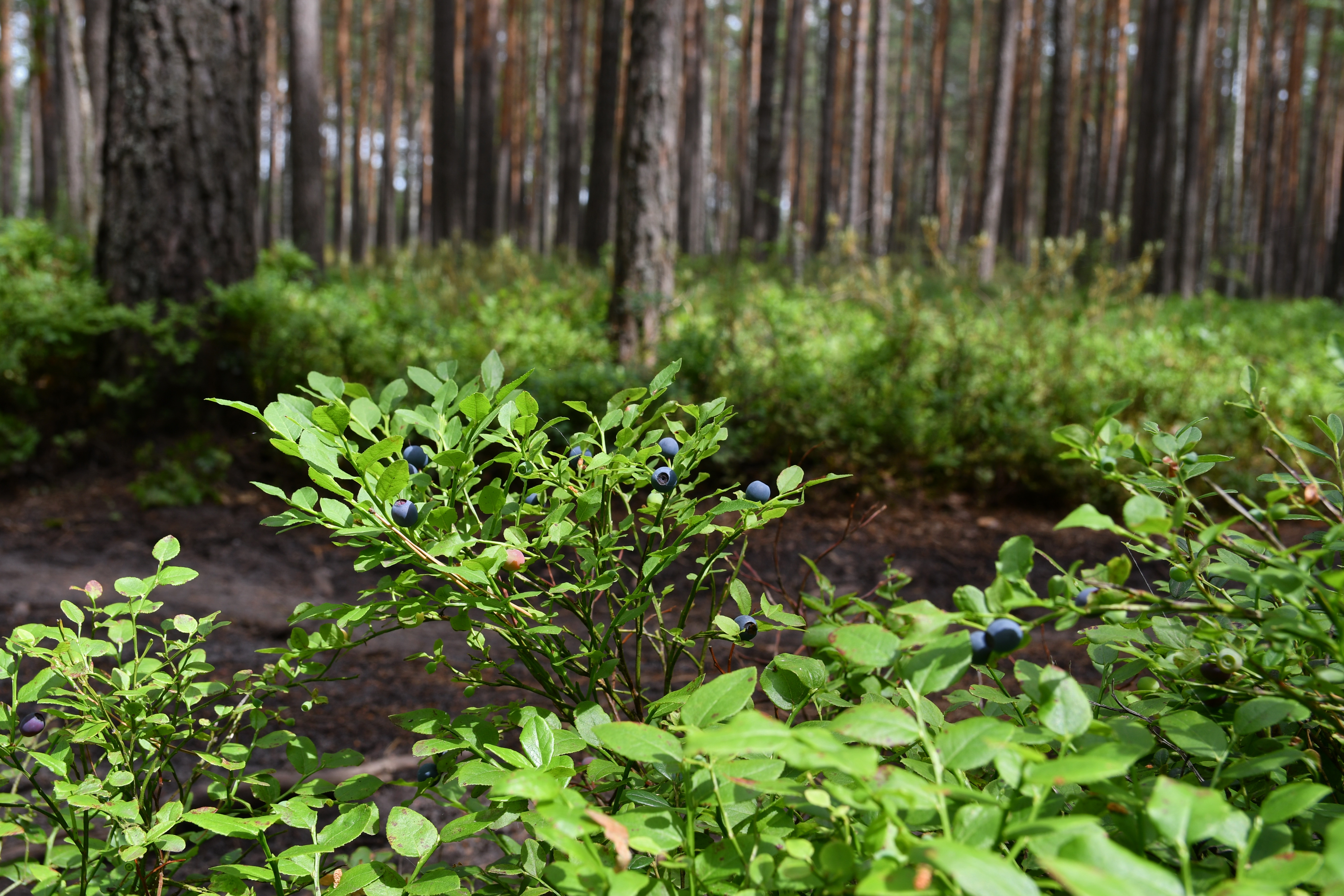
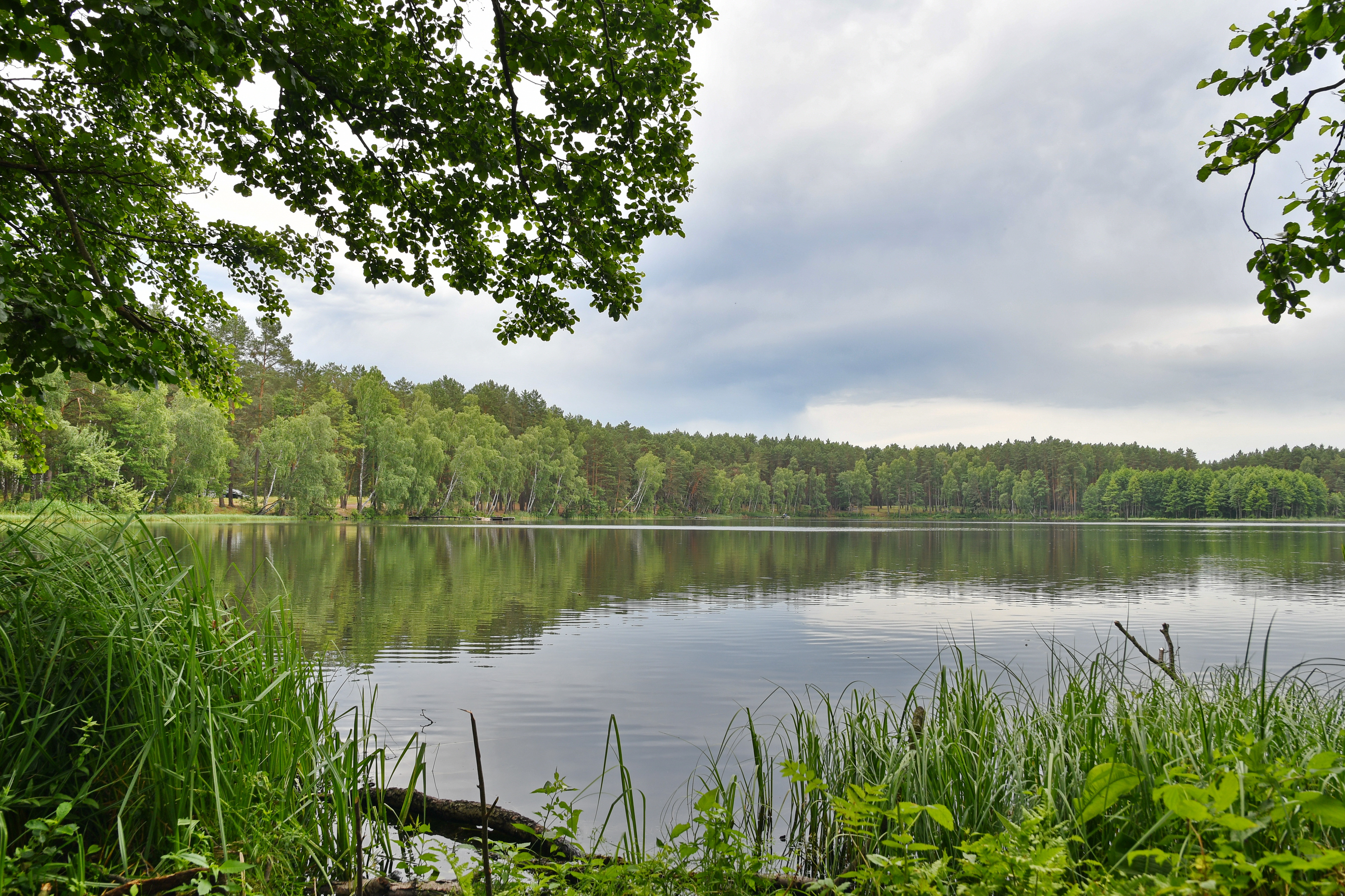
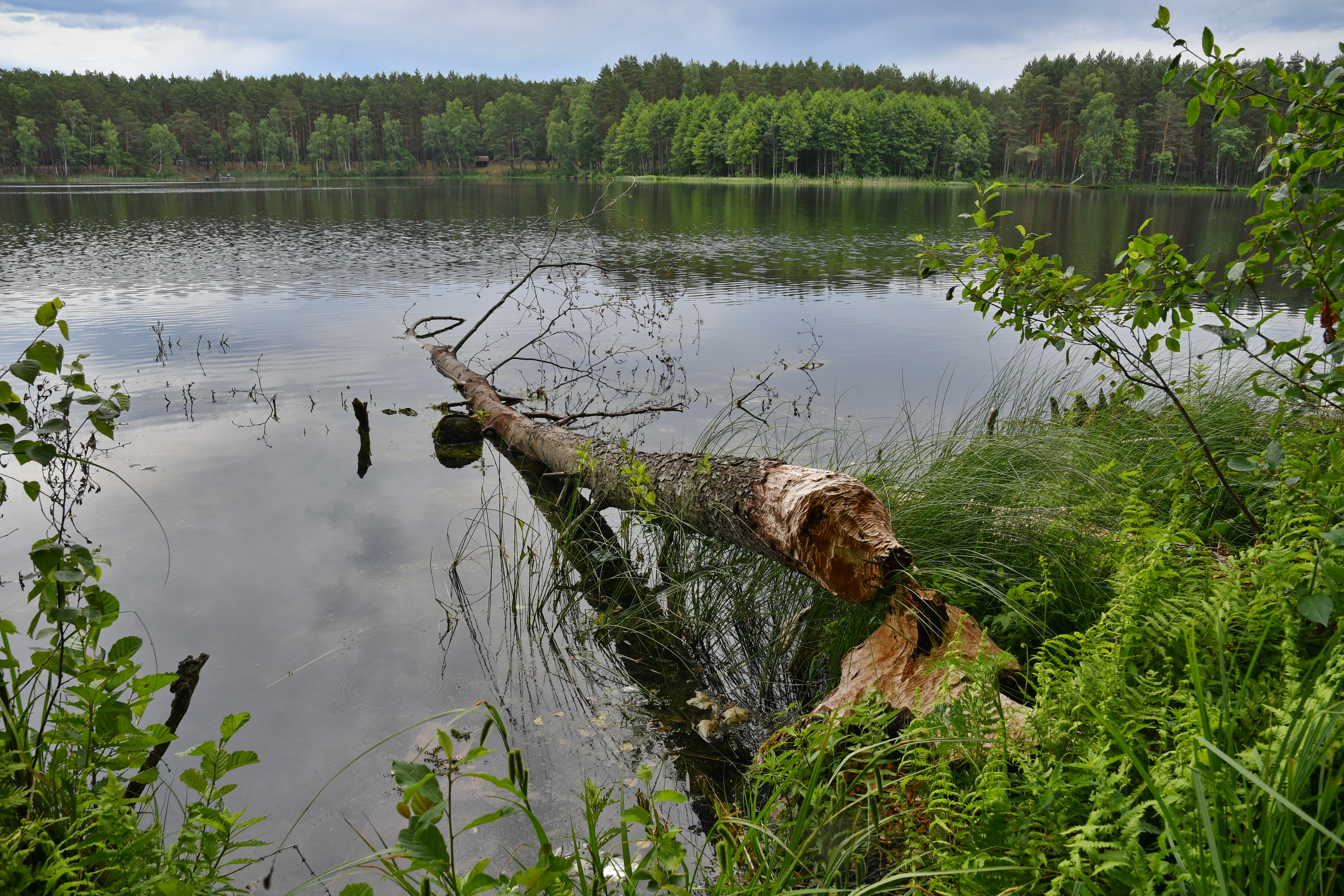
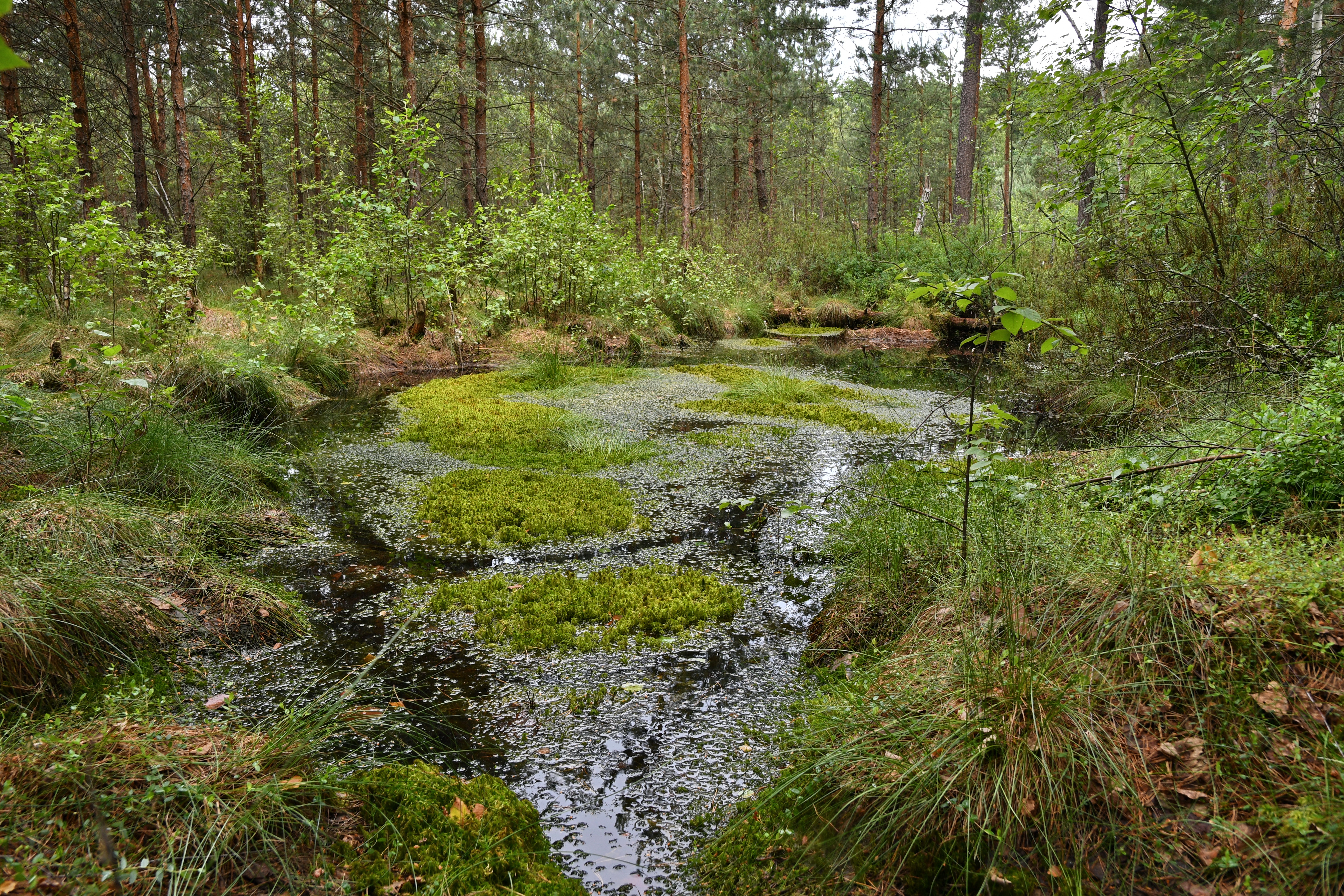

Гради́ський зака́зник — ландшафтний заказник місцевого значення в Україні. Об'єкт розташований на території Маневицького району Волинської області, ДП «Городоцьке ЛГ», Градиське лісництво, квартал 13, 14, 20, 21, виділи 1—20, Городоцьке лісництво, квартал 27, Новорудське лісництво, квартал 54, виділи 7, 12, 20. 
Площа — 589 га, статус отриманий у 1997 році.
Охороняються озера карстового походження Засвинське і Хидча, оточені заболоченими лісовими масивами, у яких домінує сосна звичайна, на заболочених ділянках — вільха чорна. У трав'яному покриві зростають лохина, журавлина болотна, багно звичайне, росичка круглолиста, пухівка піхвова. Трапляються рідкісні види рослин — у лісах плаун колючий, на плесах озер — латаття сніжно-біле, шейхцерія болотна. 
У заказнику мешкає багато типових видів поліської фауни, трапляється рідкісний вид — лелека чорний, що охороняється Червоною книгою України, та міжнародними природоохоронними конвенціями конвенціями.